# Arapaho (Oklahoma)
Arapaho – miasto w Stanach Zjednoczonych, w stanie Oklahoma, w hrabstwie Custer.